# Leszczyny (gromada)
Leszczyny – dawna gromada, czyli najmniejsza jednostka podziału terytorialnego Polskiej Rzeczypospolitej Ludowej w latach 1954–1972.
Gromady, z gromadzkimi radami narodowymi (GRN) jako organami władzy najniższego stopnia na wsi, funkcjonowały od reformy reorganizującej administrację wiejską przeprowadzonej jesienią 1954 do momentu ich zniesienia z dniem 1 stycznia 1973, tym samym wypierając organizację gminną w latach 1954–1972.
Gromadę Leszczyny z siedzibą GRN w Leszczynach (obecnie w granicach Czerwionki-Leszczyn) utworzono – jako jedną z 8759 gromad na obszarze Polski – w powiecie rybnickim w woj. stalinogrodzkim, na mocy uchwały nr 22/54 WRN w Stalinogrodzie z dnia 5 października 1954. W skład jednostki wszedł obszar dotychczasowej gromady Leszczyny (z wyłączeniem terenów wchodzących w skład gromad Czerwionka i Kamień pod Rzędówką) oraz część obszaru dotychczasowej gromady Kamień pod Rzędówką o powierzchni 9,19 ha (położona na wschód od toru kolejowego Rybnik-Stalinogród) ze zniesionej gminy Leszczyny w tymże powiecie. Dla gromady ustalono 27 członków gromadzkiej rady narodowej.
1 stycznia 1956 gromadę Leszczyny zniesiono w związku z nadaniem jej statusu osiedla
18 lipca 1962 osiedle Leszczyny otrzymało prawa miejskie. 27 maja 1975 do Leszczyn włączono miasto Czerwionka. 1 stycznia 1992 Leszczyny przemianowano na Czerwionka-Leszczyny).